# جيمس ماكدونالد أوكسلي
جيمس ماكدونالد أوكسلي هو كاتب وكاتب للأطفال ومحامي كندي، ولد في 22 أكتوبر 1855 في هاليفاكس في كندا، وتوفي في 9 سبتمبر 1907.